# Niccolò Bonifazio
Niccolò Bonifazio (Cuneo, 9 de outubro de 1993) é um ciclista italiano, membro da equipa Team TotalEnergies.

## Palmarés
- 2013
  - 1 etapa do Grand Prix Cycliste de Saguenay

- 2014
  - 1 etapa do Tour do Japão
  - Coppa Agostoni
  - 3 etapas do Tour de Hainan

- 2015
  - Grande Prêmio de Lugano
  - 1 etapa do Tour do Japão

- 2016
  - 1 etapa do Volta à Polónia

- 2018
  - 1 etapa do Tour da Croácia

- 2019
  - Tropicale Amissa Bongo, mais 3 etapas
  - 1 etapa da Volta à Comunidade de Madri[2]
  - Omloop Mandel-Leie-Schelde
  - Grande Prêmio Jef Scherens

- 2020
  - 1 etapa do Volta à Arábia Saudita
  - 1 etapa da Paris-Nice

- 2021
  - Grande Prêmio Jef Scherens

## Resultados em Grandes Voltas
| Corrida | Corrida         | 2014 | 2015 | 2016 | 2017 | 2018  | 2019  | 2020  | 2021 |
| ------- | --------------- | ---- | ---- | ---- | ---- | ----- | ----- | ----- | ---- |
|         | Giro d'Italia   | —    | —    | —    | —    | 113.º | —     | —     | ―    |
|         | Tour de France  | —    | —    | —    | —    | —     | 137.º | 141.º | ―    |
|         | Volta a Espanha | —    | —    | Ab.  | —    | —     | —     | —     | ―    |

—: não participa

Ab.: abandono

## Equipas
- Lampre-Merida (08.2013-2015)
- Trek-Segafredo (2016)
- Bahrain Merida (2017-2018)
- Direct Énergie/Total[3] (2019)
  - Direct Énergie (01.2019-04.2019)
  - Team Total Direct Énergie (04.2019-06.2021)
  - Team TotalEnergies (06.2021-)